# Claymation

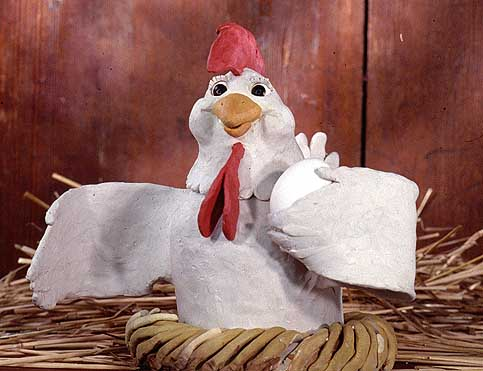
Cena de clay animation de um comercial de TV finlandês, por J-E Nyström.

Claymation ou clay animation é uma técnica de animação baseada em modelos de plasticina (massa de modelar), barro ou material similar.

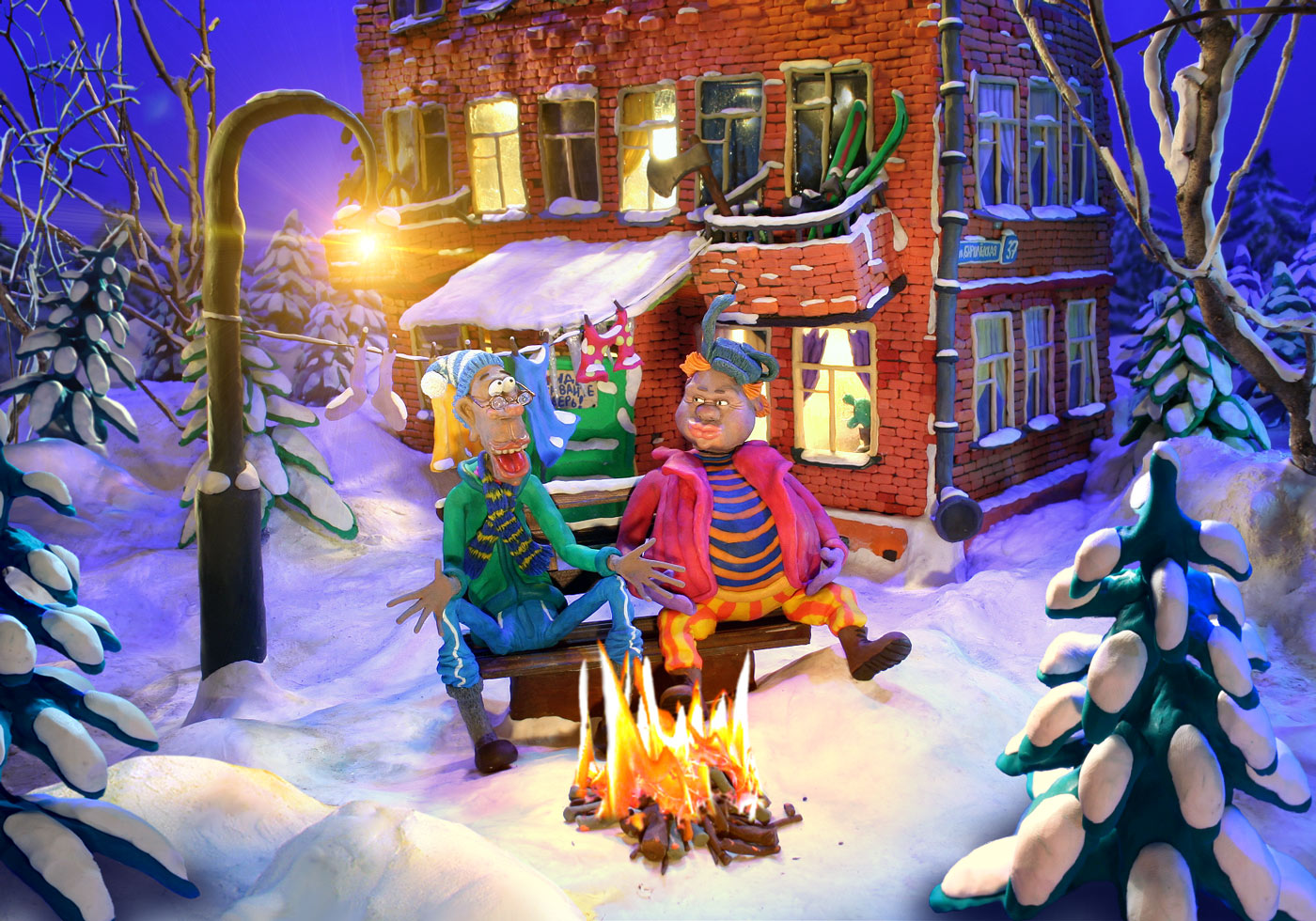
Clay animation

Na clay animation, que é uma das inúmeras formas de stop motion, cada objeto é esculpido em plasticina (massa de modelar) ou barro. Em geral, usa-se uma estrutura de arame, relativamente flexível, para reforçar as esculturas de massa.